# Reinfried Keilich
Reinfried Keilich (* 8. November 1938 in Hotzenplotz, Sudetenland; † 9. Mai 2016) war ein deutscher Schauspieler, Autor und Dramaturg.

## Leben
Keilich besuchte bis 1959 das Dom-Gymnasium Freising. Nach dem Studium der Pädagogik und fünf Jahren Unterrichtstätigkeit studierte Keilich drei Jahre an der Schauspielschule. Es folgten Engagements am Städtebundtheater Hof und den Städtischen Bühnen Krefeld-Mönchengladbach als Regieassistent und Dramaturg. Danach arbeitete er als Autor und Dramaturg in den BAVARIA-Ateliers. Seit 1975 war er freier Autor im Bühnenverlag „Verlag der Autoren“, Frankfurt.

## Drehbücher

### Fernsehserien
- SOKO 5113 (ZDF)
- Wagen 106 (ZDF)
- Achtung Kunstdiebe (ZDF)
- Der Bürgermeister (ZDF)
- Zur Freiheit (BR)
- Franz Xaver Brunnmayr (BR)
- Forstinspektor Buchholz (WDR)
- Die Wiesingers (BR für ARD)
- Die Fünfte Jahreszeit (zusammen mit Felix Mitterer und Dieter Meichsner, NDR, für ARD, ORF und SRG)
- Beiträge für Notizen aus der Provinz mit Dieter Hildebrandt, Klaus Peter Schreiner und anderen für ZDF (u. a. „Das CIA-Gesetz“, „Rekordereltern“)

### Fernsehspiele
- Das Nebelloch (ZDF)
- Wenn Herr Meiners anruft (ZDF)

## Hörspiele
- 1979: Der kanadische Traum (Autor) – Regie: Bernd Schröder (BR)
- 1981: Im Zeichen des Kain (Hörspielbearbeitung des gleichnamigen Romans von Jürgen Thorwald) – Regie: Peter M. Preissler (BR)
- Die indische Witwe (BR)

## Bühnenstücke
- Hinterkaifeck (Uraufführung Theater rechts der Isar, München)
- Die indische Witwe (Uraufführung Schillertheater Berlin, Werkstatt)
- Der Heiratsantrag (nach Tschechow, Uraufführung Stadttheater Ingolstadt)
- Der Tod im Lindenbaum (Uraufführung Städtische Bühnen Osnabrück)
- Prosasatiren u. a. für “Theater heute” und „Münchner Merkur“
- Prosatexte für Lesungen („Katzentheater“ – „Wenn die Steinmetze ehrliche Leut wärn“)

## Filme
- Rheingold (1978)

## Prosa
- Der Franzosenbaum (Fink Media Verlag, Freising 2012, ISBN 978-3-9815528-0-5)
- Gerechtigkeit für Jakob Schmid (Fink Media Verlag, Freising 2012, ISBN 978-3-9815528-1-2)